# Гладбек
Гладбек (њем. Gladbeck) град је у немачкој савезној држави Северна Рајна-Вестфалија. Једно је од 10 општинских средишта округа Реклингхаузен. Према процјени из 2010. у граду је живјело 75.811 становника. Посједује регионалну шифру (AGS) 5562014, NUTS (DEA36) и LOCODE (DE GLA) код.

## Географски и демографски подаци
Гладбек се налази у савезној држави Северна Рајна-Вестфалија у округу Реклингхаузен. Град се налази на надморској висини од 52 метра. Површина општине износи 35,9 km². У самом граду је, према процјени из 2010. године, живјело 75.811 становника. Просјечна густина становништва износи 2.112 становника/km².

## Партнерски градови
| Мјесто           | Држава               | Врста сарадње | Од    |
| ---------------- | -------------------- | ------------- | ----- |
|                  | САД                  | контакт       | 1995. |
| Алања            | Турска               | партнерство   | 1993. |
| Фушун            | Кина                 | партнерство   | 1988. |
| Вођислав Слонски | Пољска               | партнерство   | 1990. |
| Енфилд           | Уједињено Краљевство | партнерство   | 1970. |
|                  | Француска            | партнерство   | 1964. |
| Швехат           | Аустрија             | партнерство   | 1966. |
| Извор            |                      |               |       |